# The Bodyguard - La mia super guardia del corpo
The Bodyguard - La mia super guardia del corpo (บอดี้การ์ดหน้าเหลี่ยม) è un film del 2004 diretto da Panna Rittikrai e Petchtai Wongkamlao.

## Trama
Wong Kom, una guardia del corpo, non riesce a proteggere il suo assistito, un ricco uomo d'affari a capo di un impero finanziario di nome Chot Petchpantakarn, che viene ucciso. Wong viene quindi licenziato dal figlio di Chot, Chaichol, che prende le redini delle attività paterne. Wong viene inseguito da una banda di assassini e in modo rocambolesco riesce a salvarsi e a nascondersi in uno slum di Bangkok presso una famiglia che si prende cura di lui. Wong inoltre è inseguito da un gruppo di cecchini pronti a farlo fuori.

## Riconoscimenti
- 2005 - Thailand National Film Association Awards
  - Miglior attrice non protagonista a Apaporn Nakornsawan